# Teofan (Prokopowicz)
Teofan (ros. Феофан, imię świeckie Jeleazar Prokopowicz; ur. 8 czerwca?/18 czerwca 1681 w Kijowie, zm. 8 września?/19 września 1736 w Petersburgu) – prawosławny arcybiskup i mąż stanu w Imperium Rosyjskim. Pisarz, poeta, teolog i rektor Akademii Kijowsko-Mohylańskiej tworzący swe dzieła w języku rosyjskim. Był arcybiskupem Nowogrodu Wielkiego i wiceprzewodniczącym Synodu Rządzącego, najważniejszym doradcą Piotra Wielkiego w sprawach Kościoła i jednym z założycieli Rosyjskiej Akademii Nauk. Zwolennik oświeconego absolutyzmu i reform carskich.
Prokopowicz pochodził z kijowskiej rodziny kupieckiej. Swoje studia teologiczne ukończył w Polsce i w Rzymie. Później kierował kształceniem księży w Kijowie.
W roku 1716 Piotr Wielki wezwał Prokopowicza do Petersburga. Najpierw Prokopowicz otrzymał godność biskupa Pskowa, wkrótce później także tytuł arcybiskupa Nowogrodu. Teologiczne poglądy Prokopowicza skłaniały się ku nurtom Oświecenia, a zatem stały w zgodzie z programem reform Piotra Wielkiego. Temu z kolei sprzeciwiało się konserwatywne duchowieństwo prawosławne z Moskwy.
Najważniejszym wkładem Prokopowicza w reformy była „Ustawa o duchowieństwie“ z 1720 roku. W ten sposób Piotr ustanowił Święty Synod, który zastępował rosyjskiego patriarchę na stanowisku głowy kościoła, czyli organizował Cerkiew na wzór zachodniego Kościoła protestanckiego. W licznych traktatach i kazaniach Prokopowicz bronił carskiego programu reform jako zgodnego z Oświeceniem i z prawem natury. Ponadto angażował się w działalność oświatową.